# James Anderson (Fotograf)
James Anderson (* 11. März 1813 in Blencarn (Cumberland) als Isaac Atkinson; † 27. Februar 1877 in Rom) war ein britisch-italienischer Fotograf.

## Leben und Werk
Isaac Atkinson studierte 1838 Malerei in Paris, übersiedelte nach Rom und nannte sich fortan James Anderson. Im Gästebuch des Caffè Greco unterschrieb er 1845 als „Berufsfotograf“ mit der Adresse „Fuori Porta del Popolo n. 6“, wo er Ausstellungsräume besaß. Anfangs fertigte er nach dem Verfahren von William Henry Fox Talbot „Kalotypien“ mit gewachsten Papiernegativen, von denen er Positive in Auflage kopieren konnte. Für eine Aufnahme des „Moses“ von Michelangelo im finsteren Querhaus von S. Pietro in Vincoli musste er stundenlang belichten.
Später benutzte er Glasplatten, die vor der Aufnahme an Ort und Stelle mit einer nassen, lichtempfindlichen Kollodiumemulsion beschichtet werden mussten. Die Buchhandlung Spithöver, Piazza di Spagna, vertrieb seine Stadt- und Landschaftsansichten, Lichtbilder antiker Bauten, Skulpturen, Reliefs und von Gemälden großer Meister bis nach England und in die Vereinigten Staaten. 1862 zeigte er seine Werke auf der Weltausstellung in London.
James Anderson war verheiratet mit Maria De Mutis, von der vier Kinder stammten. Domenico, der Älteste, (1854–1938) übernahm nach dem Tod des Vaters den Betrieb. Im Jahr 1895 patentierte er ein Verfahren zur Herstellung von Farbfotos. Im Jahr 1900 nahm er an der Weltausstellung in Paris mit Reproduktionen von Gemälden und antiken Fresken teil, die ihm die begehrte Goldmedaille einbrachten. Von 1901 an nahm er auf einem verschiebbaren Holzgerüst, mit Hilfe von Reflektoren für das Tageslicht, teils in Farbe die Fresken der Sixtina auf.
Die Firma Anderson wurde bis in die 1950er Jahre von der dritten Generation der Familie fortgeführt. 1960 kamen 40.000 Glasnegative in das Museum der Fratelli Alinari zu Florenz.

## Werke
- Die Marcus-Säule auf Piazza Colonna in Rom, photographische Aufnahmen von D. Anderson, Rom, in: Eugen Petersen (Hrsg.), München 1896.
- Michelangelo, Siebenzig Tafeln nach Aquarellen und Stichen, sowie nach Original-Aufnahmen von Domenico Anderson, in: Ernst Steinmann (Hrsg.), Die Sixtinische Kapelle, München 1905
- Universität Erlangen, Institut für Klassische Archäologie und Antikensammlung, Photoarchiv

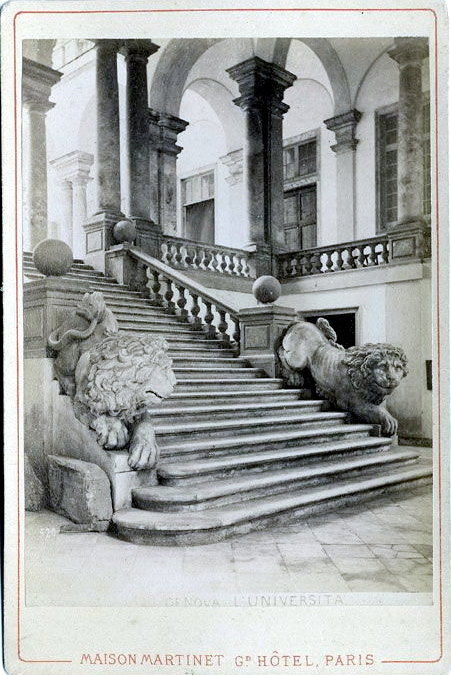
Universität Genua
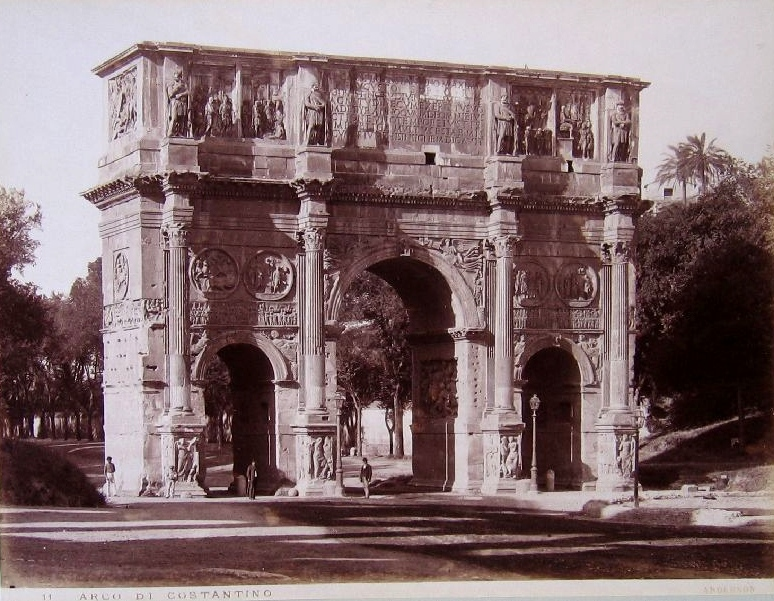
Konstantinsbogen
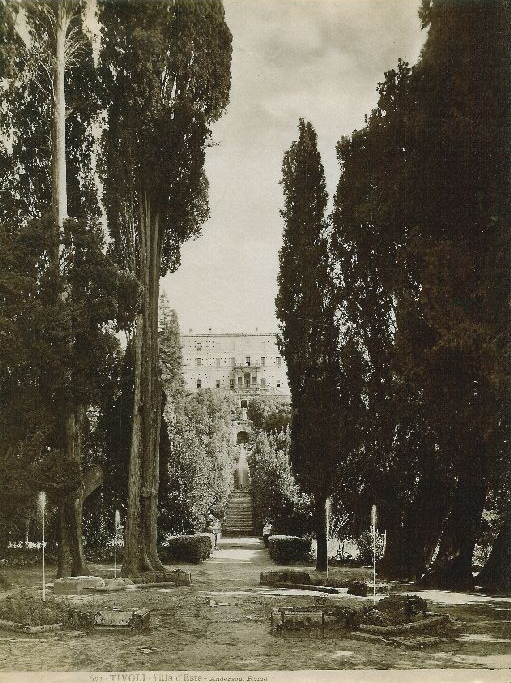
Tivoli, Villa d’Este
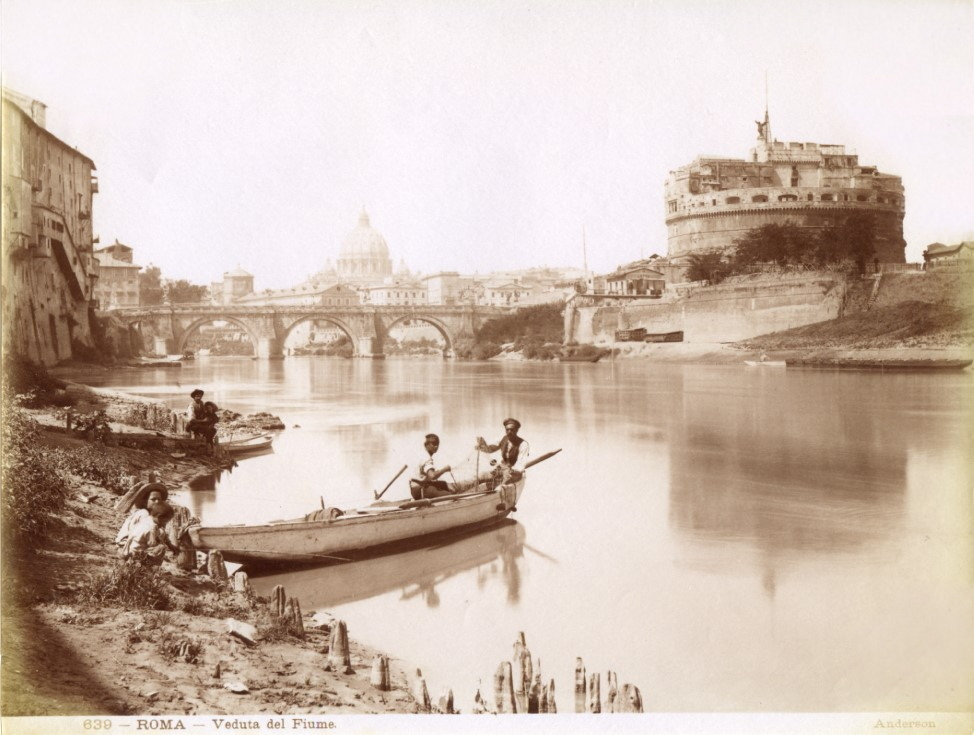
Rom, Flußansicht mit Engelsburg
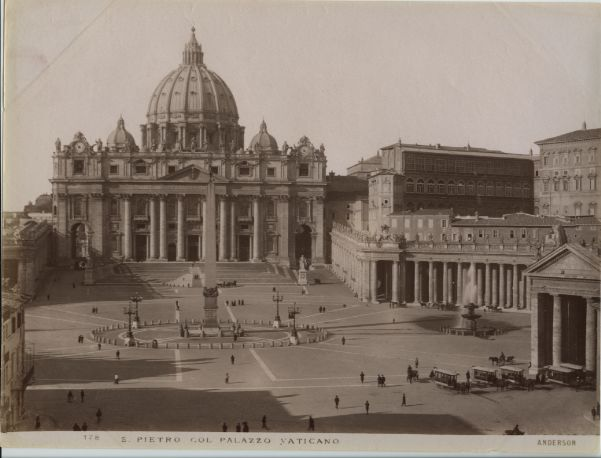
St. Peter und Vatikanspalast
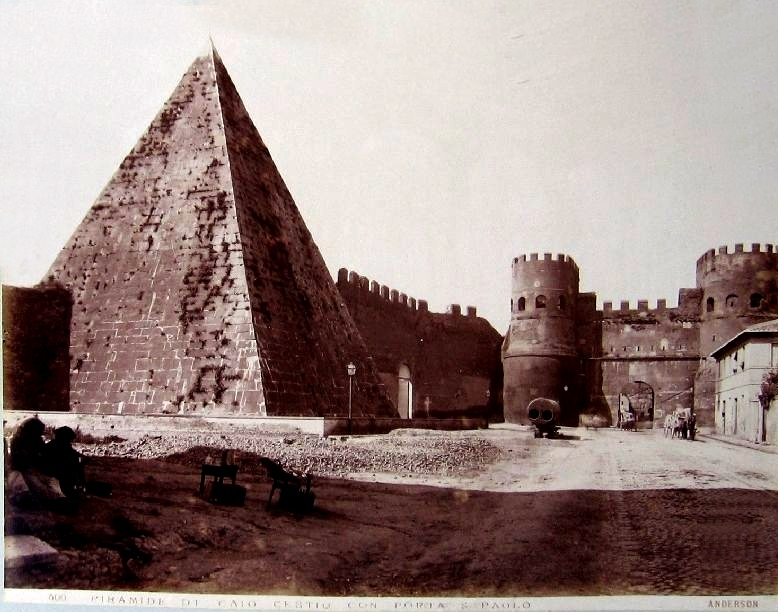
Cestiuspyramide
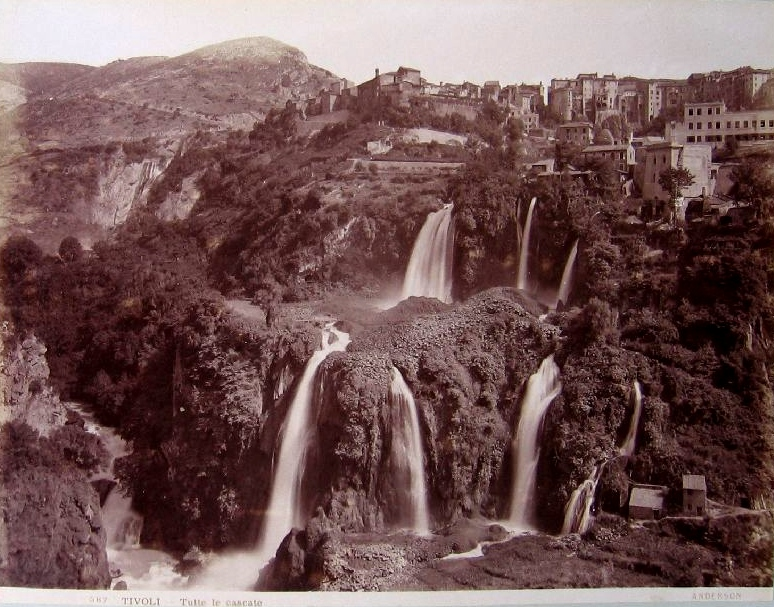
Kaskaden des Aniene in Tivoli